# 姬紅甘蔗金龜
姬紅甘蔗金龜（学名：Apogonia nipponica）为金龜子科甘蔗金龜屬下的一个种。